# Tupuxuara
Genre
Synonymes
Tapejara navigans
Espèces de rang inférieur
- † T. longicristatus Kellner & Campos, 1988 (type)
- † T. leonardii Kellner, 1994
- † T. deliradamus Witton, 2009

Tupuxuara est un genre fossile de ptérodactyloïdes ayant vécu au Crétacé inférieur au Brésil. Omnivore, il se nourrissait de mollusques, de fruits et de poissons. Ce ptérosaure mesurait 5,5 mètres d'envergure. Il vivait à l'époque et à l'endroit où de nombreux ptérosaures géants à crête apparaissent. Sa particularité est le fait qu'il possédait une crête sur la tête. Elle est moins haute que celle de Tupandactylus imperator mais plus large, plus solide et le derrière de la crête plantée sur la tête est moins en arrière.

## Historique
Le genre Tupuxuara est décrit en 1988 par les paléontologues Alexander Wilhelm Armin Kellner & Diógenes de Almeida Campos (d)
,.

### Fossiles
Selon Paleobiology Database en 2025, ce genre Tupuxuara a deux collections référencées de fossiles. ces deux collections sont de l'Aptien supérieur du Crétacé inférieur, c'est-à-dire datent de 122,46 à 113 Ma avant notre ère.

### Répartition
Ces eux collections proviennent de l'état du Ceará au Brésil.

## Liste d'espèces

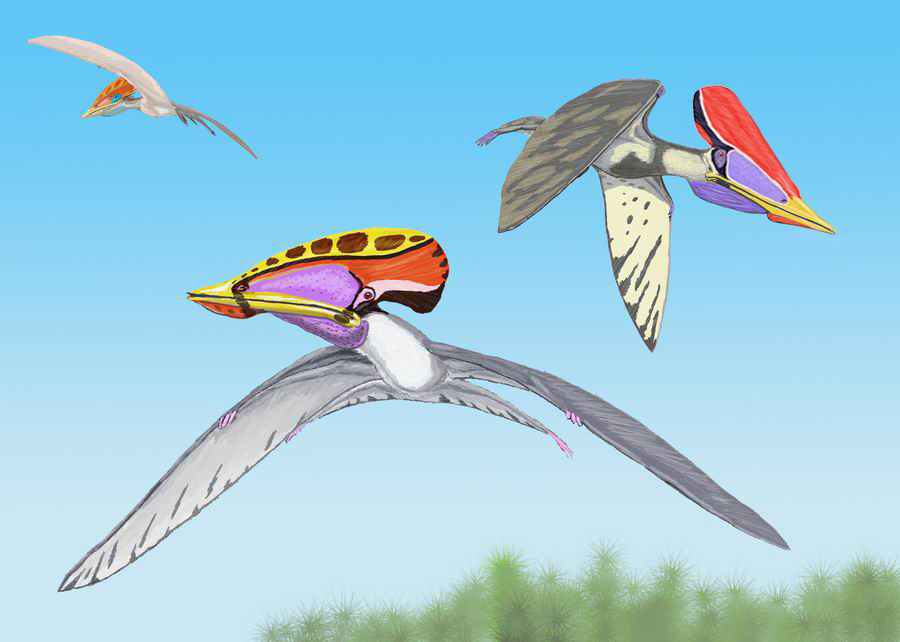
Vue d'artiste (Dimitri Bogdanov) de Tupuxuara leonardii (à gauche) et Tupuxuara longicristatus (à droite).

Jusqu’à maintenant, les scientifiques ont identifié trois espèces de Tupuxuara :
- Tupuxuara longicristatus[1] ;
- Tupuxuara leonardi ;
- Tupuxuara deliradamus.

## Description
Tupuxuara est un ptérosaure vivant il y a 112 Ma au Brésil, cohabitant avec d'autres ptérosaures à crête dont Tapejara, Tropeognathus (le plus grand de l'époque) et Tupandactylus (celui qui a la plus grande crête). La plus grande espèce, T. leonardii, mesurait jusqu'à 5,5 mètres d'envergure, presque 2 mètres de long pour un poids de 70 kilogrammes. Il portait une grande crête ronde. Son long bec de 1,30 mètre lui permettait d'attraper ses victimes (poissons) et de saisir des fruits. Ses quatre pattes étaient équipées pour marcher mais pas pour courir. Ses deux grandes ailes étaient faites de peau et de muscles minuscules, tandis que ses os étaient creux, ce qui était idéal pour voler.

## Classification
Tupuxuara est un ptérosaure membre du groupe des Azhdarchoidea. Il fut d'abord classé dans la famille des Tapejaridae, bien que certains le trouvent plus proche des Azhdarchidae. Quoi qu'il en soit, Tupuxuara est un membre de la famille des Thalassodromidés, avec Thalassodromeus.

## Paléobiologie
Il a déjà été suggéré que Tupuxuara était un piscivore sur les côtes de l'Amérique du Sud, tandis que certaines hypothèses déviantes incluent la possibilité qu'il s'agissait d'un mangeur de fruits. Cependant, sur la base de ses affinités azhdarchoïdes, il était très probablement un omnivore ou un carnivore terrestre.  Le Thalassodromeus, étroitement apparenté, était spécialisé dans les proies de grande taille, alors que les deux espèces de Tupuxuara manquaient de telles spécialisations.  
Un sous-adulte décrit par David Martill et Darren Naish de l’ Université de Portsmouth en 2006 n’avait pas encore complètement développé son écusson, ce qui conforte la suggestion selon laquelle cet emblème serait un marqueur de la maturité sexuelle.
Des comparaisons entre les anneaux scléraux de Tupuxuara et des oiseaux et reptiles modernes suggèrent qu'il aurait pu être diurne.  

## Dans la culture populaire
Dans le dessin animé Dinosaur King, un Tupuxuara aide un Shantungosaurus à battre un Parasaurolophus et trois Ptéranodons.
Dans le livre Les Dinosaures en action, un Tupuxuara apparait avec d'autres ptérosaures à crête : Tupandactylus (à activer en 3D sur l'ordinateur), Nyctosaurus, Dsugaripterus et Caulkicephalus.

### Publication originale
- [1988] (pt) Alexander Wilhelm Armin Kellner et D. d. A. Campos, « Sobre un novo pterossauro com crista sagital da Bacia do Araripe, Cretaceo Inferior do Nordeste do Brasil. (Pterosauria, Tupuxuara, Cretaceo, Brasil) », Anais da Academia Brasileira de Ciências, vol. 60,‎ 1988, p. 459–469.